# The Yellow Passport
The Yellow Passport és una pel·lícula muda dirigida per Edwin August i interpretada per Clara Kimball Young i John St. Polis, entre d'altres. La pel·lícula es va estrenar el 7 de febrer de 1916. La pel·lícula es basa en l'obra de teatre “The Yellow Ticket” (1914) que va ser adaptada pel director i Frances Marion.

## Argument
Sonia Sokoloff, una estudiant de cant que somia esdevenir una famosa cantant d'opera, és la filla d'una rica família russo-jueva que viu a Kíiv. Fedia, un policia secret anti-semític, s'infiltra a la casa com a majordom i s'enamora de Sonia. Un dia que la troba sola intenta violar-la. Ella aconsegueix desfer-se’n i ho amaga als seus pares per no preocupar-los. Fedia es fa membre dels Black Hundred, una organització anti-semítica i incita el seu líder, Ivan, a atacar la casa dels Sokoloff. En l'atac mor tota la família excepte Sonia. Fedia entra a la casa per endur-se Sonia però en aquell moment són descoberts per Ivan i els dos homes lluiten per quedar-se amb la noia. Ivan és mort però ella aconsegueix escapar.
Poques setmanes després, a Sonia ja no se la considera ciutadana russa i se l'obliga a marxar del país. Reticent a marxar i abandonar on reposen els seus familiars i les classes de música, Sonia, en contra del consell del seu oncle Myron, va a la policia a declarar-se prostituta i així aconseguir un passaport groc, document que la permet quedar-se a la ciutat però que la marca com a prostituta. El cap de la policia però sospita que Sonia de l'engany i acaba esbrinant que ella ha pagat la protecció de la policia i els terratinents locals. El cap envia Fedia, ara un inspector de policia, a espiar-la. Ella aconsegueix despistar-lo però conscient que mai es lliurarà d'aquell home marxa amb el seu oncle als Estats Units.
Durant el viatge troben l'empresari d'òpera Carl Rosenheimer i el seu fill Adolph. Carl descobreix el talent de Sonia pel cant i decideix promoure la seva carrera com a cantant als Estats Units. Durant el viatge, Sonia i Adolph s'enamoren. En arribar a Ellis Island, oculten aconsegueixen evitar que els funcionaris sàpiguen que té un passaport groc i pot entrar al país. Als Estats Units Sònia esdevé ben aviat una celebritat. També esdevé la promesa d'Adolph. En aquell moment arriba Fedia, enviat pel seu govern el qual es reuneix amb els Rosenheimer per explicar-los que Sonia té un passaport groc i que per tant era una prostituta.
Adolph trenca amb Sonia i la denuncia a la policia. Les úniques proves de descàrrec que té, unes cartes enviades a la policia on es manifesta la seva innocència han quedat a Rússia. Aleshores, Akulena i el seu marit Fiodor, amics de Sonia de Rússia, venen als Estats Units amb aquests documents i estableixen la seva innocència. Sonia i Adolph es reconcilien.

## Repartiment
- Clara Kimball Young (Sonia Sokoloff)
- John St. Polis (Fedia)
- Edwin August (Adolph Rosenheimer)
- Alec B. Francis (Myron Abram)
- John Boyle (Carl Rosenheimer)
- Mrs. Landau (Mrs. Rosenheimer)
- Edward M. Kimball (David Sokoloff)
- Thomas Charles (Fiodor, un terratinent)
- Florence Hackett (Akulena)
- Nicholas Dunaew (professor de música)
- Adolph Lestina (cap de la policía)
- Silas Feinberg (Alex Sokoloff)
- Robert Cummings (Ivan)